# Chytolita petrealis
Chytolita petrealis är en fjärilsart som beskrevs av Augustus Radcliffe Grote 1880. Chytolita petrealis ingår i släktet Chytolita och familjen nattflyn. Inga underarter finns listade i Catalogue of Life.